# Sophie Hitchonová
Sophie Hitchonová (* 11. července 1991) je bývalá britská atletka, kladivářka, bronzová medailistka z LOH 2016. Ve své disciplíně je rovněž držitelkou národního rekordu Velké Británie. Mezi její další úspěchy patří zisk zlatých medailí z mistrovství světa juniorů z roku 2010 a z mistrovství Evropy do 23 let z roku 2013.
V roce 2021 oznámila konec své sportovní kariéry.